# Charles Francis Hall
Charles Francis Hall (Rochester, Nuevo Hampshire, 1821-Groenlandia, 8 de noviembre de 1871) fue un explorador estadounidense del Ártico.

## Biografía
Muchos que me han escrito, o que se han presentado a mí personalmente, piensan que soy de espíritu aventurero y de corazón audaz para intentar ir al Polo Norte. No es así. No es necesario el corazón que suponen que tengo que tener. La región del Ártico es mi casa. La amo profundamente; sus tormentas, sus vientos, sus glaciares, sus icebergs; y cuando estoy allí, entre ellos, me parece como si estuviera en el cielo terrenal o en una tierra celestial.
Charles Francis Hall (Texto de una de sus últimas conferencias).

Poco se sabe de los primeros años de Charles Francis Hall. Nació en Vermont, pero se crio en Rochester, Nuevo Hampshire, donde se trasladó muy joven con su familia. Asistió a clases de primaria y fue aprendiz de herrero. Finalmente, en la década de 1840 se casó y se trasladó en 1849 a Cincinnati (Ohio), donde fundó un pequeño negocio de estampación, con sellos y planchas de grabado, y más tarde, a finales de la década de 1850, empezó a publicar dos pequeños periódicos, Daily Press y The Cincinnati Occasional.

### El interés en el Ártico

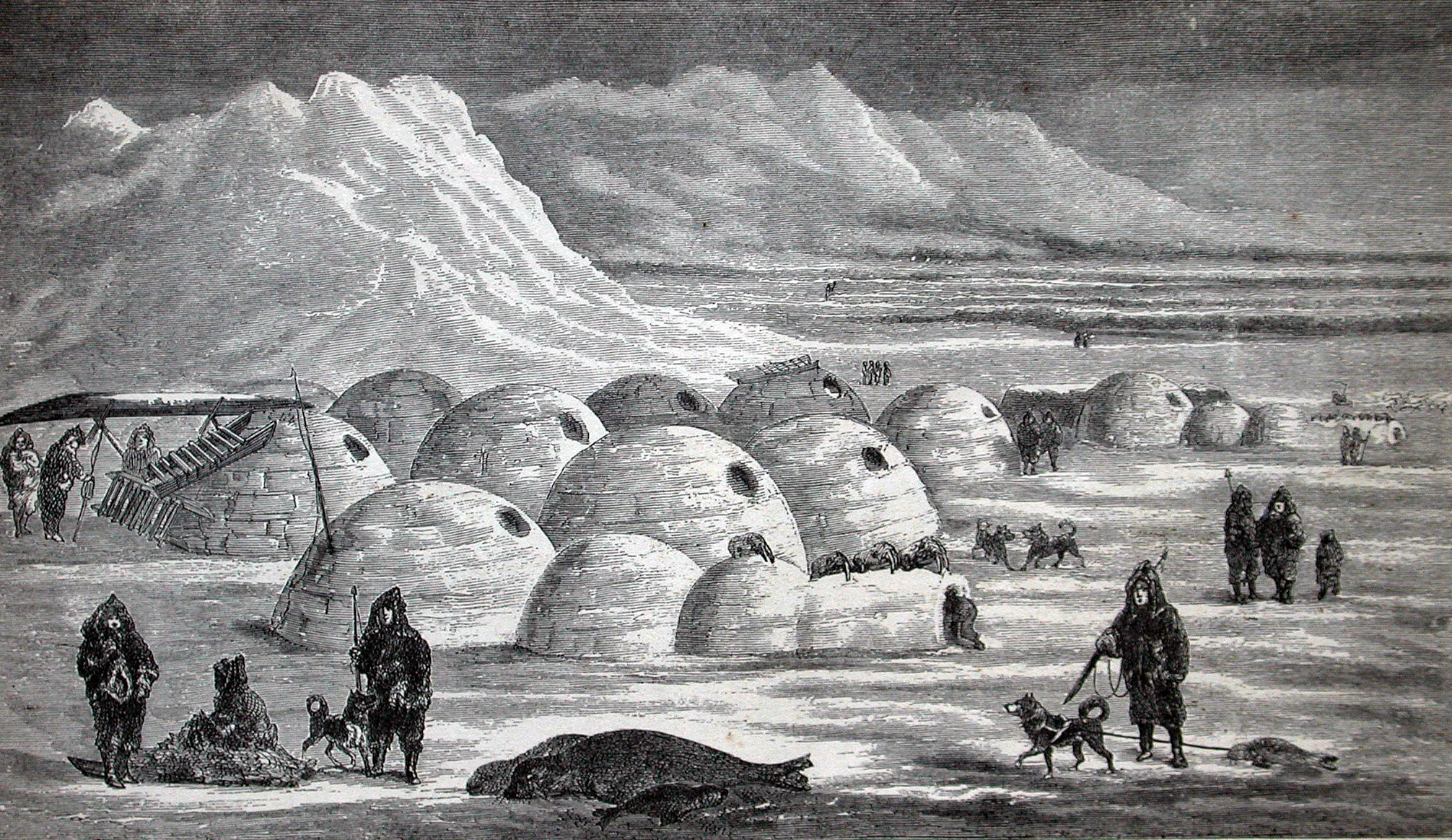
Aldea inuit próxima a bahía Frobisher, del libro Arctic Researches and Life Among the Esquimaux, 1865.

Alrededor de 1857, Hall comenzó a interesarse por el Ártico y pasó los siguientes años estudiando todos los informes de anteriores exploraciones y muchas lecturas relacionadas con la geografía y la historia. En 1859, a la edad de 39 años y dueño aún de una energía desbordante y una mente inquieta, decidió que estaba destinado a encontrar a los supervivientes de la expedición de Sir John Franklin, que habían desaparecido casi 15 años antes. El descubrimiento realizado por Francis Leopold McClintock en la isla del Rey Guillermo, ese mismo año 1859, de órganos y restos de la expedición no le disuadieron, ya que estaba convencido de que podía haber supervivientes entre los esquimales. 
Aunque tenía un negocio boyante, Hall no disponía de suficiente dinero para montar una expedición, además de que no sabía nada acerca de navegación. A principios de 1860 se trasladó a la costa oriental y allí se reunió con Henry Grinnell, fundador de la «American Geographical and Statistical Society», y uno de los patrocinadores de alguna de las expediciones americanas la ártico. Grinnell le dio cartas de recomendación para las empresas dedicadas a la caza de ballenas en New London, Connecticut, y allí, uno de los capitanes le ofreció un pasaje libre hasta la isla de Baffin. Así, Hall inició su primera expedición (1860-63), partiendo el 29 de mayo de 1860 de New Bedford (Massachusetts) en la cubierta del ballenero George Henry, capitaneado por Sidney O. Budington, un hombre que se hizo conocido por haber logrado rescatar el HMS Resolute, uno de los barcos abandonados en 1854 en el hielo por la expedición de sir Edward Belcher. Llegó hasta la isla de Baffin, donde el George Henry se vio obligado a pasar el invierno.

## La primera expedición ártica (1860-62)
La idea de Hall era arribar a la zona del estrecho Frobisher y contratar guías esquimales que le llevaron a través del estrecho hasta la cuenca Foxe, para llegar desde allí a la isla del Rey Guillermo, donde quería examinar personalmente los restos encontrados. Su expedición en bote fue destruida, aunque descubrió que el supuesto estrecho Frobisher era en realidad una bahía que no tenía salida (bahía Frobisher). Hall no consiguió nada, pero se endureció y se acostumbró a vivir en un medio tan duro.
Los inuit le hablaron a Hall de las reliquias que aún sobrevivían de la empresa minera de Martin Frobisher, en bahía Frobisher. Hall viajó pronto allí para ver esos restos de las exploraciones isabelinas del siglo XVI de primera mano, aprovechando la inestimable ayuda de sus recién encontrados guías inuit: Ebierbing («Joe») y  su mujer Tookoolito («Hannah»), que hacia de intérprete.
Después de dos años en la bahía de Frobisher, Hall regresó a los Estados Unidos llevando a Joe y Hannah con él. Hall prácticamente se desentendió de la guerra entre los estados, que se encontraba en su apogeo, y dedicó toda su energía a reunir dinero para su próxima expedición. Fue profesor, y dio conferencias con los esquimales, con sus ropas, casi como una atracción. Trabajó en un libro sobre su primera expedición, Arctic researches and life among the Esquimaux... (Nueva York, 1865, publicado en Londres en 1864 como Life with the Esquimaux).

## La segunda expedición (1864-69)
Hall, pasados ya 20 años, aún seguía creyendo que podría haber supervivientes de la expedición de Franklin, que vivirían en la zona de la isla del Rey Guillermo con los esquimales. Persuadió a Grinnell y a la «American Geographical and Statistical Society» para que le ayudasen en su próxima aventura. En julio de 1864, también acompañado por los fieles Joe y Hannah, navegó de nuevo con el capitán Budington en el ballenero Monticello hasta el norte de la bahía de Hudson. En los cuatro años siguientes, llevó una vida de penurias y frustración en la zona del Roes Welcome Sound, en la costa occidental de isla Southampton. Salvo unas pocas visitas ocasionales de balleneros estuvo viviendo solo con los esquimales, tratando sin éxito de persuadirles para que le acompañasen a la isla del Rey Guillermo. También hizo algunos intentos contratando a algún ballenero, pero el experimento terminó violentamente cuando tuvo que disparar y matar a uno que amenazaba con amotinarse. Por último, en la primavera de 1869, por fin emprendió el camino hacia la isla del Rey Guillermo, ayudado por Joe, Hannah, y varios esquimales más. A pesar de los rumores de que había hombres blancos que vivían en la zona, todo lo que encontró fueron más restos y artefactos de la expedición, incluidos restos humanos. Hizo muchas averiguaciones acerca de su suerte a los inuits nativos que vivían allí. Hall finalmente se dio cuenta de que las historias de los sobrevivientes eran poco fiables, bien fuese por el relato de los inuit o por su propia disposición a darles una interpretación excesivamente optimista. También se desilusionó con los inuit por el descubrimiento de que los restantes miembros de la expedición de Franklin habían sido dejados deliberadamente morir de inanición. Él se equivocaba al considerar que hubiera sido posible para la población local apoyar ese gran grupo. Decidió en ese momento dejar ya la búsqueda y centrarse en un nuevo objetivo: intentar alcanzar el Polo Norte. Regresó a New Bedford, en septiembre de 1869.

### La expedición Polaris (1871-73)

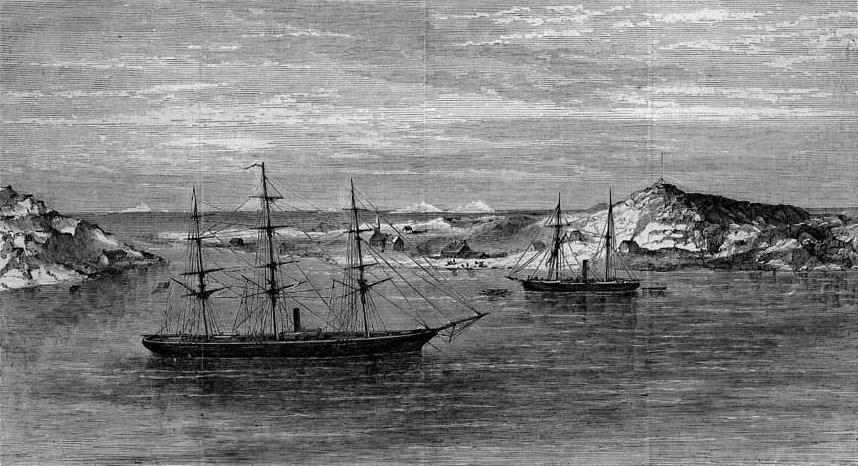
El Polaris (a la derecha) y el USS Congress en Godhaven, isla Disco, frente a las costas de Groenlandia. Grabado de talla en madera, publicado en Harper's Weekly, mayo de 1873.

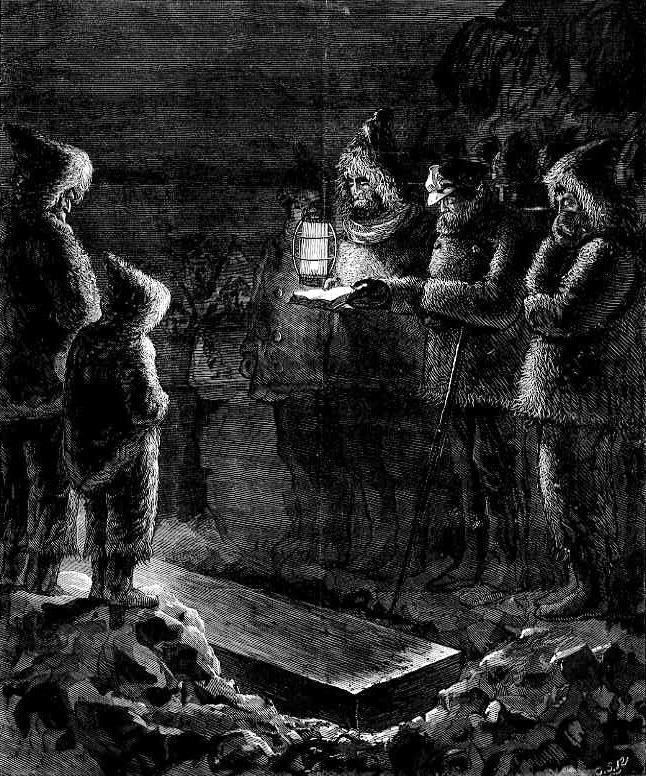
El entierro del capitán Hall.

Logró atraer la atención del presidente Ulysses S. Grant y de algunos influyentes congresistas y su tercera expedición fue totalmente diferente. Recibió una beca de 50.000$ del Congreso de los Estados Unidos y fue puesto al mando de una expedición americana con la misión de llegar al polo norte en el barco Polaris, de 370 toneladas. La tripulación, de 25 hombres, también incluía a su viejo amigo Budington como capitán, George Tyson como navegante, y el doctor Emil Bessels, un médico y naturalista alemán, como jefe del personal científico. 
Hall al fin tenía una expedición bien organizada y equipada, pero resultó muy agitada desde el inicio con la tripulación dividida en facciones rivales. La autoridad de Hall sobre la expedición no fue del todo aceptada por algunos miembros y se rompió la disciplina. Partieron a primeros de julio, y el Polaris, bien capitaneado por Budington, enseguida demostró ser un excelente navío: navegaron en dirección norte por la bahía de Baffin, cruzaron las aguas del Smith Sound, de cuenca Kane, del canal Kennedy, de cuenca Hall y se adentraron, finalmente, por el canal Robeson. Alcanzaron en septiembre un nuevo registro de navegación más al norte, los 82º11'N, casi a las puertas del mar de Lincoln, pero el hielo les impidió seguir. Hall pidió a Budington que buscasen un lugar de aguas someras próximo donde preparar el campamento de invierno y lo encontraron algo más al sur, en aguas de cuenca Hall, en la costa occidental de Groenlandia. Lo alcanzaron el 10 de septiembre de 1871 y le llamaron «refugio de Gracias a Dios» («Thank God Harbor», ahora llamado bahía Hall). Allí se prepararon para pasar el invierno. En octubre, Hall, con un guía inuit, hizo una travesía en trineo de dos semanas, en dirección norte, rodeando la actual península Polaris Forland. Cuando regresó a la nave, Hall, de repente cayó enfermo después de beber una taza de café. Se derrumbó en lo que se describió como un ataque. En la siguiente semana sufrió vómitos y deliró, y luego, pareció mejorar durante unos días. En ese momento, acusó a varios miembros de la expedición, incluido al doctor Bessels, de intentar envenenarle. Poco después, Hall comenzó a sufrir los mismos síntomas, y finalmente murió el 8 de noviembre. Hall fue llevado a tierra y se le hizo un entierro formal, muy sombrío por la larga noche polar. 
La muerte de Hall deterioró aún más la moral y convivencia de la expedición. El mando pasó a Budington, que logró que la invernada fuera bien. En la primavera siguiente, en junio de 1872, cuando el barco quedó libre, Budington hizo un nuevo intentó de cruzar el canal de Robeson, pero tampoco tuvo éxito y el Polaris emprendió rumbo de regreso al sur. El 12 de octubre, la nave fue acosada por el hielo en el Smith Sound y estuvo a punto de ser aplastada. Diecinueve de los miembros de la tripulación, entre ellos los guías esquimales (con alguna mujer y varios niños) abandonaron el barco saltando a los témpanos de hielo que rodeaban el barco; catorce tripulantes permanecieron a bordo del buque. El Polaris encalló cerca de Etah y quedó atrapado en el hielo el 24 de octubre. Después de otra invernada en tierra, la tripulación trató de rescatar el Polaris pero no lo consiguieron. Navegaron entonces en dirección sur en las chalupas y fueron rescatados por un ballenero, el Ravenscraig, y su capitán William Allen les devolvió a sus hogares llevándolos hasta Escocia en la primavera. 
El grupo de 19 tripulantes, entre los que estaba George E. Tyson, erró en el témpano de hielo durante los siguientes seis meses, en un recorrido de unos 2400 km antes de ser rescatados frente a las costas de Terranova por el sellador USS Tigress, el 30 de abril de 1873. Probablemente habrían perecido todos si en el grupo no hubiera habido inuits que fueron capaces de cazar y pescar para todos los hombres.
Hall, con su experiencia, mostró que un hombre blanco podía vivir como viven los esquimales y sobrevivir durante largos periodos de tiempo en el Ártico. En esa adaptación, fue un claro precedente de lo que conseguirá Vilhjalmur Stefansson más tarde. Y al igual que Stefansson, era un propagandista del Ártico, elogiando con entusiasmo su belleza y su gran valor potencial para el mundo civilizado.

## Investigación
La marina abrió una investigación para aclarar la muerte de Hall y dictaminó que había muerto de apoplejía y Budington quedó libre de cargos. Las transcripciones de la investigación, sin embargo, muestran las graves hostilidades entre los oficiales de la expedición: Budington había estado bebiendo mucho y había discutido con Hall; el doctor Bessels, que atendió a Hall los últimos días, también había peleado con él.
En 1968, Chauncey C. Loomis, profesor de Dartmouth College y biógrafo de Hall, logró la autorización para una expedición a Groenlandia a exhumar su cuerpo. Debido al permafrost, el cuerpo, la bandera que lo rodeaba, las ropas y el ataúd estaban muy bien conservados. Las pruebas en muestras de tejido de los huesos, las uñas y el pelo, mostraron que Hall murió de intoxicación por grandes dosis de arsénico en las dos últimas semanas de su vida. Este diagnóstico es coherente con los síntomas que relataron miembros de la expedición. Es posible que el propio Hall lo hubiera ingerido inadvertidamente, ya que el arsénico era un ingrediente común en algunos medicamentos de la época. Sin embargo, se considera más probable que fuera asesinado por uno de los miembros de la expedición, posiblemente por el doctor Bessels. No se presentaron nunca cargos. 

## Reconocimientos
Varios accidentes geográficos del ártico llevan su nombre, como bahía Hall. Además, la primera de las islas del archipiélago ruso de Tierra de Francisco José en ser descubierta, el 30 de agosto de 1873, lleva su nombre, isla Hall (Ostrov Gallya) (1.049 km²). 
La península Hall, en la costa meridional de isla de Baffin, lleva su nombre en honor de otro Hall, Christopher Hall, capitán del Gabriel, el barco con el que Martin Frobisher arribó por vez primera a las costas de isla Baffin en julio de 1576.